# Atropoides mexicanus
La  mano de piedra centroamericana (Metlapilcoatlus mexicanus) es una especie de serpiente venenosa que pertenece a la subfamilia de las víboras de foseta. Es nativo del sur de México, Belice, Guatemala, El Salvador, Honduras, Nicaragua, Costa Rica, y Panamá. No existen subespecies reconocidas.